# Vatos
V.a.t.o.s. oder Vatos steht für „valid at time of shipment“ und ist ein Begriff aus dem Bereich der Logistik und der Transportbranche.

## Bedeutung
Vatos bedeutet, dass z. B. die Zuschläge auf die See- oder Luftfrachten zum Zeitpunkt der Verschiffung/Verladung festgesetzt werden, oder gültig sind. Das heißt, Zuschläge werden nach dem dann aktuellen Kurs abgerechnet.
Die Reedereien halten sich damit Erhöhungen sowie Zuschläge, gleich welcher Art, bis zur „Verschiffungs-Stunde“ frei. Kaum noch gelten besonders die Zuschläge für einen vorher festgesetzten Zeitraum.